# توماس بارثولين
توماس بارثولين (باللاتينية: Thomas Bartholinus؛ 20 أكتوبر 1616 - 4 ديسمبر 1680) كان طبيبًا وعالم رياضيات ولاهوتيًا دنماركيًا. اكتشف الجهاز اللمفاوي عند الإنسان وطور نظرية التخدير بالتبريد، وهو أول من وصفه علميًا.
ينحدر توماس بارثولين من عائلة اشتهرت بعلمائها الرواد، الذين أصبح اثنا عشر منهم أساتذة في جامعة كوبنهاغن. قدمت ثلاثة أجيال من عائلة بارثولين مساهمات كبيرة في العلوم التشريحية والطب في القرنين السابع عشر والثامن عشر: والد توماس بارثولين، كاسبار بارثولين الأكبر (1585–1629)، وشقيقه راسموس بارثولين (1625–1698)، وابنه كاسبار بارثولين الأصغر (1655–1738). أصبح ابن توماس بارثولين توماس بارثولين الأصغر (1659–1690) أستاذًا للتاريخ في جامعة كوبنهاغن، وعين فيما بعد كخبير أثري ملكي وسكرتيرًا للأرشيف الملكي.

## الحياة الشخصية
كان توماس بارثولين هو الثاني من بين ستة أبناء لكاسبار بارثولين الأكبر، وهو طبيب ولد في مالمو، سكانيا، وزوجته آن فينكي. نشر بارثولين الأكبر أول عمل تشريحي مجمع في عام 1611. وعزز هذا العمل لاحقًا ووضح وجرت مراجعته بواسطة توماس بارثولين، ليصبح المرجع القياسي في علم التشريح؛ أضاف الابن بشكل خاص تحديثات على نظرية وليام هارفي للدورة الدموية والجهاز اللمفاوي.
زار بارثولين عالم النبات الإيطالي بيترو كاستيلي في ميسينا عام 1644. وفي عام 1663، اشترى بارثولين هاجستدجارد، التي احترقت عام 1670 بما في ذلك مكتبته، مع فقدان العديد من المخطوطات. عين الملك كريستيان الخامس ملك الدنمارك بارثولين طبيبًا له براتب كبير وأعفى المزرعة من الضرائب كتعويض عن الخسارة. في عام 1680، تدهورت صحة بارثولين، وبيعت المزرعة، وعاد إلى كوبنهاغن، حيث توفي. دفن في Vor Frue Kirke (كنيسة السيدة العذراء).
سمي شارع Bartholinsgade، وهو شارع في كوبنهاغن، على اسم العائلة. بالقرب من معهد بارثولين (معهد بارثولين). تم تسمية أحد مباني جامعة آرهوس باسمه.

## المساهمات في البحوث الطبية
نشر بارثولين في ديسمبر 1652 أول وصف كامل للجهاز اللمفاوي البشري. سبق لجان بيكيه أن لاحظ الجهاز اللمفاوي عند الحيوانات عام 1651، كما أن اكتشاف بيكيه للقناة الصدرية ودخولها إلى الأوردة جعله أول من وصف المسار الصحيح للسائل اللمفاوي إلى الدم. بعد وقت قصير من نشر نتائج بيكيه وبارثولين، نشر أولوف رودبيك اكتشافًا مشابهًا للجهاز اللمفاوي البشري في عام 1653، على الرغم من أن رودبيك قد قدم النتائج التي توصل إليها في بلاط ملكة السويد كريستينا في أبريل ومايو 1652، قبل بارثولين، ولكن تأخر الكتابة عنه حتى عام 1653 (بعد بارثولين). ونتيجة لذلك، نشأ نزاع شديد على الأولوية. أصبح نيلز ستينسن أو ستينو أشهر تلاميذ بارثولين.
منشور توماس De nivis usu medico الملاحظات المتنوعة الفصل الثاني والعشرون، يحتوي على أول ذكر معروف للتخدير بالتبريد، وهي تقنية يعود الفضل في اختراعها توماس بارثولين إلى الإيطالي ماركو أوريليو سيفيرينو من نابولي. وفقًا لبارتولين، كان سيفيرينو أول من قدم استخدام الخلائط المتجمدة من الثلج والجليد (1646)، وتعلم توماس بارثولين في البداية عن هذه التقنية منه خلال زيارة إلى نابولي.
متلازمة بارثولين-باتو، وهي متلازمة خلقية من تشوهات متعددة تنتج عن التثلث الصبغي 13، وصفت لأول مرة من قبل بارثولين في عام 1656.
ساهم كاسبار بارثولين الأكبر، والد توماس بارثولين؛ شقيقه راسموس بارثولين. وابنه كاسبار بارثولين الأصغر (الذي وصف غدد بارثولين لأول مرة)، في ممارسة الطب الحديث من خلال اكتشافاتهم للهياكل والظواهر التشريحية المهمة. بدأ بارثولين الأكبر فترة عمله كأستاذ في جامعة كوبنهاغن في عام 1613، وعلى مدار الـ 125 عامًا التالية، نالت الإنجازات العلمية التي حققها بارثولين أثناء خدمته في كلية الطب بجامعة كوبنهاغن شهرة دولية وساهمت في سمعة المؤسسة.